# Воспоминания неудачника
«Воспомина́ния неуда́чника» (англ. Flashbacks of a Fool) — фильм режиссёра Бейлли Уолша о голливудском актёре, вспоминающем свою жизнь после смерти близкого друга.

## Сюжет
Голливудскую карьеру Джо Скотта можно официально считать законченной. Годы, отданные сексу, наркотикам и кино, бесславно обернулись полным забвением со стороны продюсеров и нескрываемым отвращением со стороны почтенной публики. Кроме того, появился печальный повод вернуться в свою бесшабашную юность — Джо едет на родину на похороны друга детства. Там он как будто опять встречает родных, друзей и первую любовь. Он словно заново переживает события того лета, которое сделало его актёром.

## В ролях
- Дэниел Крейг — Джо Скот
- Гарри Иден — Молодой Джо Скот
- Ив — Офелия Франклин
- Мириам Карлин — Миссис Роджерс
- Джоди Мэй — Эвелин Адамс
- Хелен Маккрори — Пегги Тикель
- Оливия Уильямс — Грейс Скот
- Фелисити Джонс — Молодая Рут Дэвис
- Клэр Форлани — Рут Дэвис
- Джеймс Д’арси — Джек Адамс